# Kungsfors (naturreservat)
Kungsfors är ett naturreservat sydväst om orten Kungsfors i Sandvikens kommun i Gävleborgs län.
Området är naturskyddat sedan 2011 och är 26 hektar stort. Reservatet består av lövskogar och lövrika barrskogar mellan Jädraån och Lillån.